# (3739) Rem
(3739) Rem (1977 RE2) – planetoida z pasa głównego asteroid okrążająca Słońce w ciągu 3,3 lat w średniej odległości 2,22 j.a. Odkrył ją Nikołaj Czernych 8 września 1977 roku.